# Saint-Saturnin-lès-Apt
Saint-Saturnin-lès-Apt is een gemeente in het Franse departement Vaucluse (regio Provence-Alpes-Côte d'Azur) en telt 2.947 inwoners (2021). De plaats maakt deel uit van het arrondissement Apt.

## Geografie
De oppervlakte van Saint-Saturnin-lès-Apt bedraagt 75,79 km², de bevolkingsdichtheid is 39 inwoners per km².
De onderstaande kaart toont de ligging van Saint-Saturnin-lès-Apt met de belangrijkste infrastructuur en aangrenzende gemeenten.

## Demografie
Onderstaande figuur toont het verloop van het inwonertal (bron: INSEE-tellingen).

## Galerij

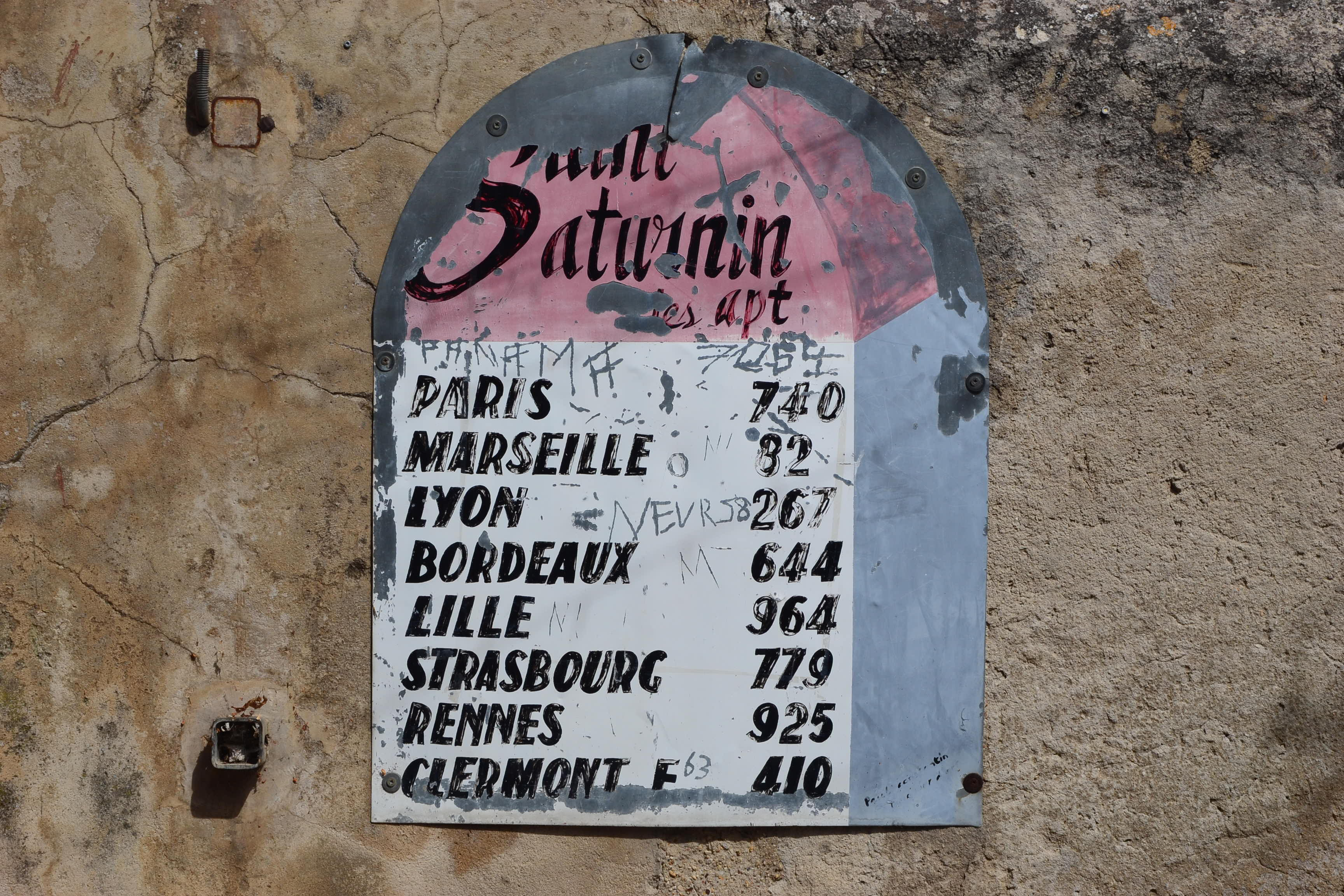
Oud verkeersbord
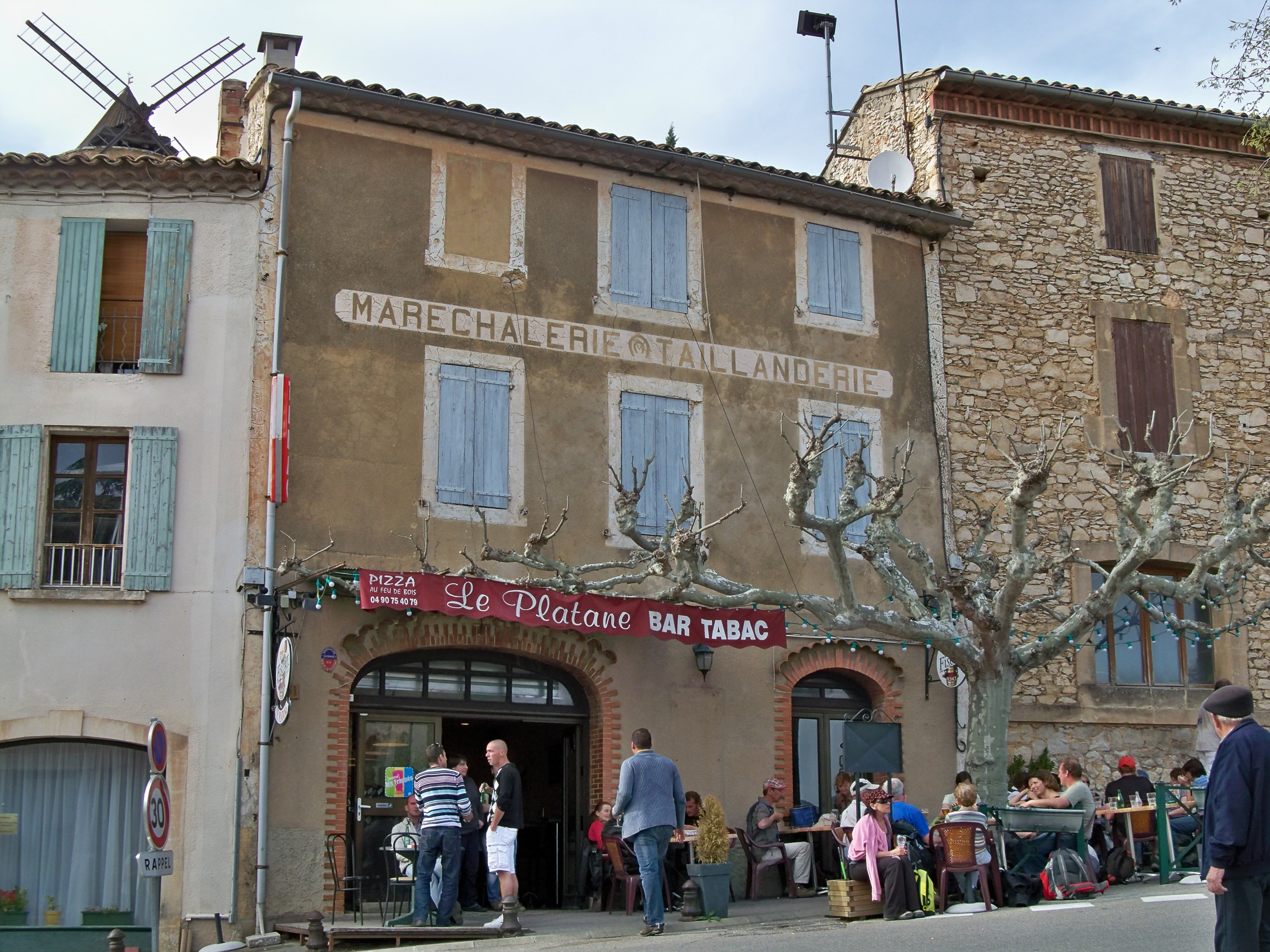
Dorpscentrum
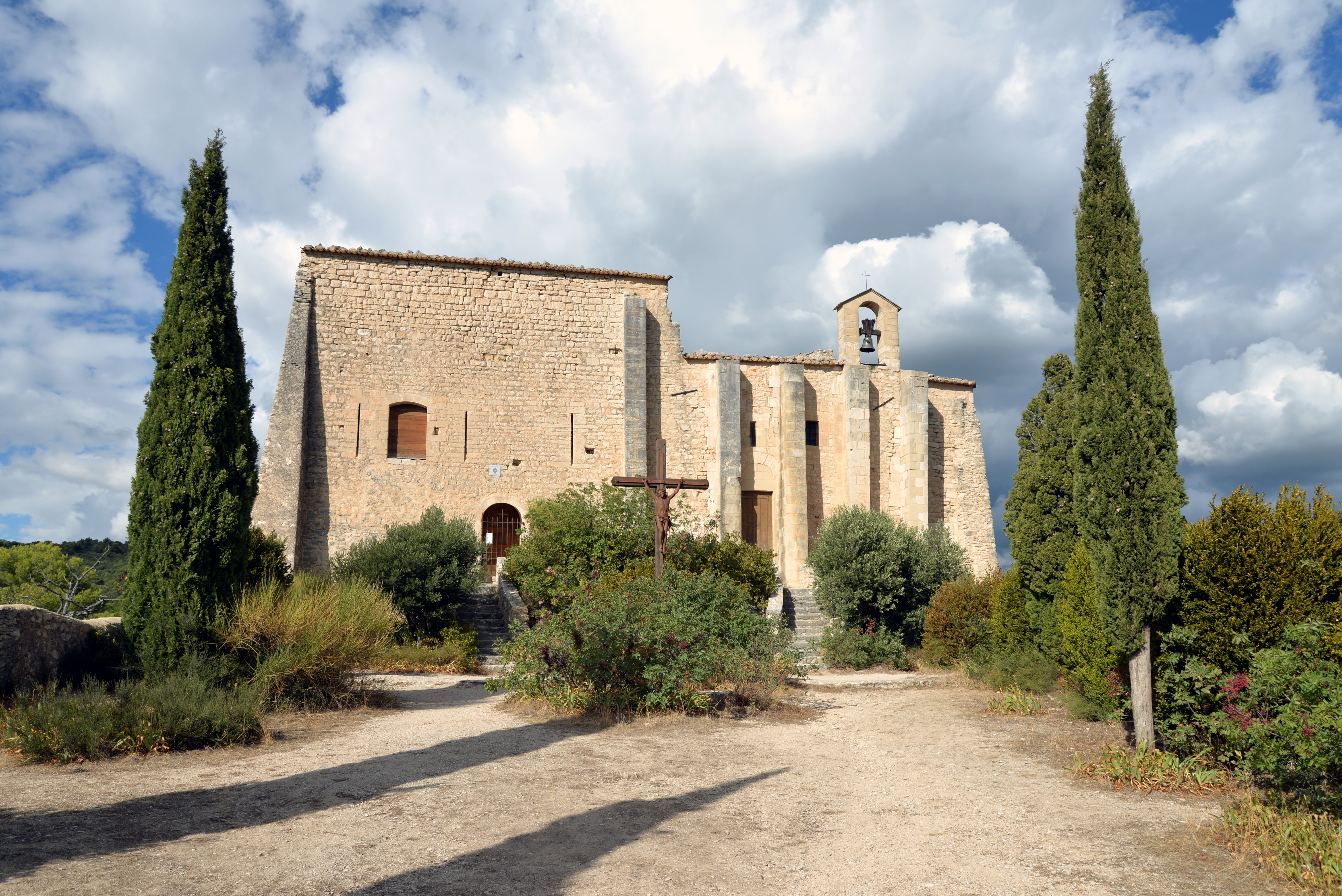
Kapel

1. ↑  Populations de référence 2022.